# Estancia de Morelos
Estancia de Morelos är en ort i Mexiko.   Den ligger i kommunen Santiago Atitlán och delstaten Oaxaca, i den sydöstra delen av landet, 400 km sydost om huvudstaden Mexico City. Estancia de Morelos ligger 765 meter över havet och antalet invånare är 564.
Terrängen runt Estancia de Morelos är bergig norrut, men söderut är den kuperad. Estancia de Morelos ligger nere i en dal. Runt Estancia de Morelos är det glesbefolkat, med 20 invånare per kvadratkilometer. Närmaste större samhälle är San Juan Juquila, 13,1 km söder om Estancia de Morelos. I omgivningarna runt Estancia de Morelos växer i huvudsak städsegrön lövskog.